# هنري باليسر
هنري باليسر (بالفرنسية: Henri Pélissier)‏ مواليد 22 يناير 1889 في باريس - الوفاة 01 مايو 1935 في الإيفلين، فرنسا، كان دراج فرنسي في صنف سباق الدراجات على الطريق.

## سجل النتائج

### سباقات أو مراحل فاز بها
- طواف فرنسا

## روابط خارجية
- هنري باليسر على موقع أرشيف الدراجات (الإنجليزية)
- هنري باليسر على موقع إحصائيات الدراجات الإحترافية (الإنجليزية)
- هنري باليسر على موقع CycleBase (الإنجليزية)